# Les Mathes
Les Mathes ist eine westfranzösische Gemeinde mit 2184 Einwohnern (Stand 1. Januar 2022) im Département Charente-Maritime in der Region Nouvelle-Aquitaine.

## Lage
Les Mathes liegt auf der zwischen der Gironde und der Seudre gelegenen Halbinsel Arvert, die zur historischen Kulturlandschaft der Saintonge gehört, die ihrerseits ein Bestandteil der Landschaft der Charente ist. Die nächstgrößere Stadt ist Royan (etwa 15 Kilometer Fahrtstrecke südlich). 

## Bevölkerungsentwicklung
| Jahr      | 1962 | 1968 | 1975 | 1982 | 1990 | 1999 | 2006 | 2016 |
| Einwohner | 806  | 836  | 898  | 1005 | 1205 | 1452 | 1668 | 1962 |

Im 19. Jahrhundert verzeichnete der Ort einen beständigen Anstieg der Bevölkerung von etwa 500 auf knapp 900 Einwohner. Auch die Mechanisierung der Landwirtschaft in der ersten Hälfte des 20. Jahrhunderts konnte die Bevölkerungszunahme nicht aufhalten, die hauptsächlich auf die Neugründung des Badeorts La Palmyre zurückzuführen ist.

## Wirtschaft
Seit Jahrhunderten spielten Landwirtschaft und Handwerk die dominierenden Rollen im Wirtschaftsleben der Gemeinde. Diese gehört zu den Bons Bois des Weinbaugebiets Cognac, doch wegen der Absatzkrise von Weinbränden wird kaum noch Wein angebaut. Viele Bauern sind zur 'normalen' Landwirtschaft zurückgekehrt. Bereits seit den 1960er Jahren spielt der Tourismus eine nicht unbedeutende Rolle im Wirtschaftsleben des Ortes: Der Badeort La Palmyre sorgt für Beschäftigung und eine stabile Einnahmesituation.

## Geschichte
Die erste urkundliche Erwähnung des Ortes im Jahr 1043 bezieht sich auf eine Übertragung der Pfarrei an die Abtei von Vaux-sur-Mer. Im 13. Jahrhundert wurde der Ort der Pfarrei des Nachbarorts Arvert angegliedert. Les Mathes überstand jedoch – anders als Arvert – den Hundertjährigen Krieg (1337–1453) und die Hugenottenkriege (1562–1598) weitgehend unbeschadet; im Jahre 1671 wurde es ein eigenständiger Pfarrbezirk. Der protestantische Glaube, dem im Westen Frankreichs in manchen Gemeinden mehr als zwei Drittel der Bevölkerung anhing, lebte nach seinem Verbot durch das Edikt von Fontainebleau (1685) im Untergrund weiter – die Gläubigen trafen sich insgeheim in den Dünen oder in Scheunen; man sprach von einer ‚Kirche in der Wüste‘ (Église du Desert). Erst mit dem in religiösen Dingen toleranten Marschall und Gouverneur Jean Charles de Saint-Nectaire besserte sich auf der Halbinsel Arvert die Situation für die Protestanten in der Mitte des 18. Jahrhunderts wieder. Ein protestantischer Kirchenbau (temple) existiert jedoch in Les Mathes nicht mehr.

## Sehenswürdigkeiten

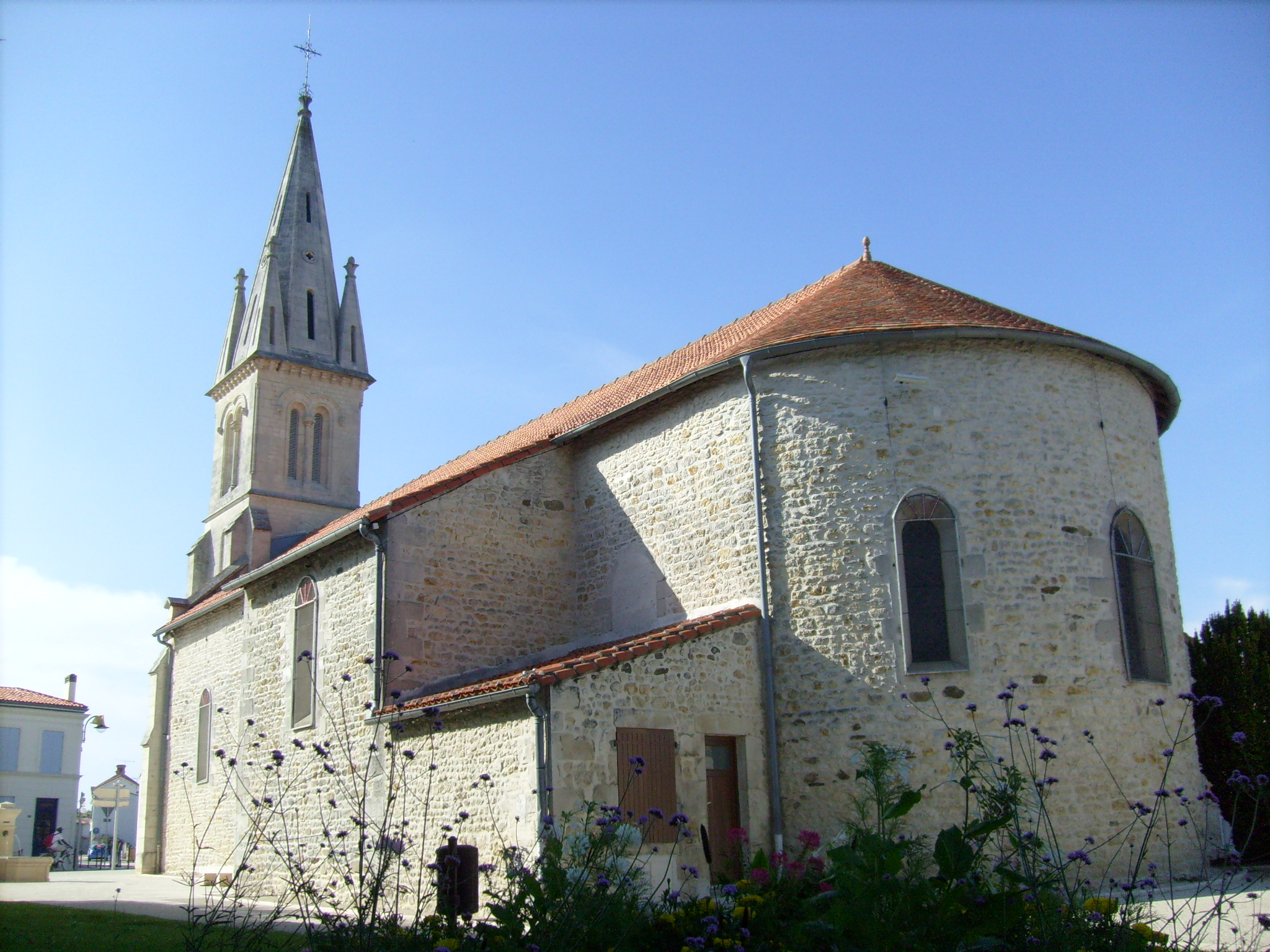
Kirche St-Cyr-Ste-Julitte

Siehe auch: Liste der Monuments historiques in Les Mathes
- Die katholische Pfarrkirche St-Cyr-Ste-Julitte ist den Heiligen Quiricus und Julitta geweiht. In ihrer Grundstruktur ist die Kirche noch mittelalterlich, doch wurde sie in den späteren Jahrhunderten wiederholt umgestaltet – zuletzt in den Jahren 1870–72, als der Westturm komplett erneuert wurde. Das einschiffige Innere der Kirche mit seinem Sichtmauerwerk aus Bruchstein und seinem hölzernen Gewölbe wirkt ausgesprochen harmonisch; einziger Blickfang ist eine hölzerne Kanzel. Das oktogonale Taufbecken im Vorraum stammt aus der im 15. Jahrhundert vom Dünensand verschluckten Kirche Notre-Dame de Buze im Forêt de la Coubre.
- Hinter der Kirche steht ein überdachtes Waschhaus (lavoir) aus dem 19. Jahrhundert.
- Seit dem Jahr 1960 wurde auf Initiative des damaligen Bürgermeisters an der Atlantikküste der Badeort La Palmyre aus dem Boden gestampft, der seit 1966 auch einen in ganz Europa anerkannten Zoologischen Garten (siehe Zoo de la Palmyre) hat. Die Höhe der neugebauten Häuser und Hotels des Ortes orientiert sich an der Höhe der Bäume (meist Seekiefern) des umliegenden Waldes.

## Partnergemeinden
- Antey-Saint-André, Aostatal, Italien (seit 1989)